# Мейеровиц, Ян
Ян Мейеровиц, Джан Мейеровиц (англ. Jan Meyerowitz), собственно Ганс Герман Мейеровиц (нем. Hans Hermann Meyerowitz; 23 апреля 1913, Бреслау — 15 декабря 1998, Кольмар) — немецко-американский композитор и пианист.

## Биография
Ян Мейеровиц родился 23 апреля 1913 года в германском городе Бреслау (ныне Вроцлав, Польша) в еврейской семье. Его родители приняли христианство ещё до его рождения, от мальчика еврейское происхождение скрывали до его 18-летия.
С 1927 года учился в Берлине, изучал композицию у Вальтера Гмайндля и Александра Землинского, затем после прихода в Германии к власти нацистов уехал в Рим, где учился у Отторино Респиги и Альфредо Казеллы, а также у Бернардино Молинари (дирижирование).
В 1938 году поселился в Бельгию, с началом Второй мировой войны бежал во Францию, где провёл все военные годы на более или менее подпольном положении. В 1946 году вместе со своей женой певицей Маргерит Фрикер эмигрировал в США.
В США он стал ассистентом Бориса Голдовского, директора оперной программы в Тэнглвуде. В 1951 году Мейеровиц получил гражданство США. Он преподавал в Бруклинском колледже (1956—1962) и в Городском колледже Нью-Йорка. В 1956 году Мейеровиц был удостоен первой из двух стипендий Гуггенхайма.
После выхода на пенсию он вернулся во Францию, где и умер в Кольмаре.

## Творчество
В США его оперы имели успех: «Барьер» (англ. The Barrier; 1949, о межрасовых столкновениях в южных штатах) и «Эсфирь» (англ. Esther; 1956, по ветхозаветной Книги Эсфири), обе на либретто Ленгстона Хьюза. Мейеровиц написал ещё несколько опер, хоровые и вокальные произведения на стихи Малларме, Рембо, Роберта Геррика, Китса, Каммингса, концерт для флейты с оркестром, струнный квартет, над которым композитор работал с 1936 по 1955 годы.